# Tolkmicko
Tolkmicko (tyska: Tolkemit) är en polsk stad vid Wisłalagunen. Staden är belägen i Ermland-Masuriens vojvodskap i norra Polen och har cirka 2 850 invånare.
Tolkmicko tillhörde Kungariket Preussen från 1772 till 1918 och Ostpreussen fram till 1945.

## Personer födda i Tolkmicko
- Hans-Adolf Prützmann